# 時間の国のアリス/夏服のイヴ
「時間の国のアリス／夏服のイヴ」（じかんのくにのアリス／なつふくのいぶ）は、1984年5月10日にCBS・ソニーからリリースされた松田聖子の17枚目のシングル。規格品番：07SH 1500（EP盤）2004年に紙ジャケット仕様・完全生産限定12cmCDとして再リリースされている。

## 制作過程
「時間の国のアリス」は、当時心理学の分野で話題になっていたピーターパン症候群をモチーフにした楽曲。もっとも同症候群に切り込む社会性は皆無で、あくまで同症候群をモチーフに、童話・ファンタジーのガジェットを散りばめた内容になっている。1か月後に発売されたアルバム「Tinker Bell」（本曲も収録）全体が同様のモチーフで統一されており、事実上の先行シングルであるといえる。呉田が聖子に提供した曲としては唯一、大村雅朗の編曲。呉田が本作品の次に聖子の曲を作曲するのは、31年後の2015年10月にリリースのシングル『永遠のもっと果てまで/惑星になりたい』である。第46回NHK紅白歌合戦（1995年）及び第70回NHK紅白歌合戦（2019年）披露曲（ともにメドレーの内の一曲）。娘の神田沙也加のペンネーム「ALICE」は、この曲から採ったとされる。
B面の「夏服のイヴ」はトランペット奏者の日野皓正が作曲。拍の取り方や和音進行などに特徴があり、終盤には3拍子から4拍子に変わる可変拍子となっており、「天国のキッス」などと並んで歌うのが難しい難曲とされている。
2021年には、セルフカバーバージョンである『時間の国のアリス 〜Alice in the world of time〜』が音楽配信でリリースされた。

## ジャケット
3作連続で両A面として発売されたものの、発売当初のジャケット表記は「時間の国のアリス」が若干大きめで松田の写真も過去のシングルジャケット写真と比較して縮小サイズであった。
1984年7月には松田主演の映画公開時期に合わせて「夏服のイヴ/時間の国のアリス」のタイトル文字が同等の大きさで縦表記へと変更になり、松田の顔写真がズームアップになっているセカンドスリーブジャケットで再プレス発売された。
オリコン発表の売上枚数は47.7万枚。

## 収録曲
1. 時間の国のアリス（4:45）
作詞：松本隆／作曲：呉田軽穂(松任谷由実)／編曲：大村雅朗
2. 夏服のイヴ（4:44）
作詞：松本隆／作曲：日野皓正／編曲：笹路正徳
  - 作曲はジャズ・トランペッターの日野皓正。
  - 本人主演の東宝映画『夏服のイヴ』主題歌。
  - 『SEIKO MATSUDA Count Down Live Party 2011-2012』では1曲目に披露された。

## カバー
夏服のイヴ
- CHINEPHILE（2003年、アルバム『KAYOMANIA』）

## 関連作品
- 時間の国のアリス　
  - Tinker Bell
  - Seiko・Town
  - Seiko-Train
  - Seiko Box
  - Seiko Monument
  - Bible II
  - Complete Bible
  - SEIKO SUITE
  - Best of Best 27 （13）
  - Premium Diamond Bible
  - Diamond Bible
  - SEIKO STORY〜80's HITS COLLECTION〜
  - Seiko Matsuda Hit Collection Vol.2
  - We Love SEIKO -35th Anniversary 松田聖子究極オールタイムベスト50Songs-
  - Seiko Matsuda Sweet Days
  - SEIKO MEMORIES 〜Masaaki Omura Works〜
- 夏服のイヴ　
  - Seiko・Town
  - Seiko・Avenue
  - Complete Bible
  - SEIKO SUITE
  - Premium Diamond Bible
  - Diamond Bible
  - Touch Me, Seiko II
  - Seiko Matsuda Sweet Days